# Купарі
42°34′ пн. ш. 18°13′ сх. д. / 42.57° пн. ш. 18.22° сх. д.
Купарі (хорв. Kupari) — населений пункт у Хорватії, у Дубровницько-Неретванській жупанії у складі громади Жупа Дубровацька.

У 2024 році відомий американський ютубер MrBeast (Джиммі Дональдсон) випустив на своєму каналі відео, де він розповідає, що сім днів вижив у покинутому місті разом зі своїми друзями. Насправді він з друзями жив у покинутих готелях Пелегрін та Купарі.  Більшу частину часу вони прожили в колишньому готелі Купарі Гранд. Готелі покинули після війни 1991 року.

## Населення
Населення за даними перепису 2011 року становило 808 осіб.
Динаміка чисельності населення поселення: